# INVISIBLE (寺田恵子のアルバム)
『INVISIBLE』（インビジブル）は、寺田恵子の2枚目のアルバム。

## 内容
全曲の作曲を担当した。「K's Love Song」のKは寺田（Keiko Terada）のことをさす。

## 収録曲
- 全楽曲、作曲：寺田恵子、編曲：松下誠

1. 聖なるものよ
作詞：佐伯リエ・寺田恵子
2. Open Your Heart
作詞：安藤芳彦・寺田恵子
3. Vogue
作詞：安藤芳彦・寺田恵子
4. Aja-moo
作詞：寺田恵子
5. Shades of Funk
作詞：佐伯リエ・寺田恵子
6. K's Love Song
作詞：佐伯リエ・寺田恵子
7. Stay With Me
作詞：安藤芳彦・寺田恵子
8. 泣かないで
作詞：佐伯リエ・寺田恵子
9. Rain Falls
作詞：安藤芳彦・寺田恵子
10. Selfish Girl
作詞：安藤芳彦
11. "Hello Everybody" To You
作詞：佐伯リエ・寺田恵子
12. Dream Again
作詞：三浦徳子